# Fator de von Willebrand
Fator de von Willebrand é uma proteína formada por um número variável de unidades de 220 KD (kilo Dalton), é sintetizado na célula endotelial (armazenado nos corpos de Weibel–Palade) e no megacariócito (armazenado nos grânulos alfa – plaquetários).
O gene que codifica a síntese da unidade se localiza no cromossomo 12. Dentro da molécula existem diferentes domínios com distintas atividades. Assim, existem domínios para a Glicoproteína Ib (GP Ib), Fator VIII, Ristocetina, Botrocetina, Colágeno e Heparina.
O fator de von Willebrand circula no plasma sanguíneo em uma concentração aproximada de 10 mg/ml. Ele é sintetizado por células endoteliais e megacariócitos.
Tem duas funções principais:
- Mediar a adesão das plaquetas ao subendotélio lesado: funciona como uma ponte entre receptores da plaqueta (glicoproteína Ib e glicoproteína IIb/IIIa) e o subendotélio lesado. Para que ocorra a adesão às plaquetas é necessario a presença de grandes multímeros do FvW.
- Manter os níveis plasmáticos do fator VIII (uma proteína procoagulante). O FvW liga-se a fator VIII retardando a sua degradação.

Um defeito quantitativo ou qualitativo do fator de von Willebrand leva a doença de von Willebrand.